# Troféu Europeu de Corrida de Montanha de 1996
O 2º Troféu Europeu de Corrida de Montanha de 1996 foi realizada pela Associação Mundial de Corrida de Montanha na cidade de Llanberis no Reino Unido no dia 13 de julho de 1996 com a presença de 78 atletas em duas categorias. Tendo como destaque a França com quatro medalhas, sendo duas de ouro.

## Resultados
Esses foram os resultados da competição.

### Sênior masculino
Individual
| Posição           | Atleta               | País       | Tempo   |
| ----------------- | -------------------- | ---------- | ------- |
| Medalha de ouro   | Jaime Dejesus-Mendes | Portugal   | 1:03.16 |
| Medalha de prata  | Thierry Brevil       | França     | 1:03.32 |
| Medalha de bronze | Lucio Fregona        | Itália     | 1:04.00 |
| 4                 | Danilo Bosio         | Itália     | 1:04.53 |
| 5                 | Philippe Sirieix     | França     | 1:05.07 |
| 6                 | Mark Kinch           | Inglaterra | 1:05.32 |
| 7                 | Robert Petro         | Eslováquia | 1:05.34 |
| 8                 | Craig Roberts        | Inglaterra | 1:05.56 |
| 9                 | Jürgen Plechinger    | Áustria    | 1:06.08 |
| 10                | Marcel Matanin       | Eslováquia | 1:06.22 |

Equipe
| Posição           | Equipe     | Pontos |
| ----------------- | ---------- | ------ |
| Medalha de ouro   | França     | 8      |
| Medalha de prata  | Itália     | 19     |
| Medalha de bronze | Inglaterra | 29     |

### Sênior feminino
Individual
| Posição           | Atleta               | País       | Tempo |
| ----------------- | -------------------- | ---------- | ----- |
| Medalha de ouro   | Isabelle Guillot     | França     | 53.09 |
| Medalha de prata  | Maria Grazia Roberti | Itália     | 53.22 |
| Medalha de bronze | Nives Curti          | Itália     | 53.59 |
| 4                 | Sara Rowell          | Inglaterra | 54.36 |
| 5                 | Mirela Cabodi        | Itália     | 54.54 |
| 6                 | Evelyne Mura H.      | França     | 55.02 |
| 7                 | Tatiana Perepelkina  | Rússia     | 55.38 |
| 8                 | Tina Hizar           | Eslovênia  | 56.03 |
| 9                 | Ines Hizar           | Eslovênia  | 56.33 |
| 10                | Martine Javerzac P.  | França     | 56.56 |

Equipe
| Posição           | Equipe     | Pontos |
| ----------------- | ---------- | ------ |
| Medalha de ouro   | Itália     | 5      |
| Medalha de prata  | França     | 7      |
| Medalha de bronze | Inglaterra | 15     |

## Quadro de medalhas
| Ordem | País       | Medalha de ouro | Medalha de prata | Medalha de bronze | Total |
| ----- | ---------- | --------------- | ---------------- | ----------------- | ----- |
| 1     | França     | 2               | 2                | 0                 | 4     |
| 2     | Itália     | 1               | 2                | 2                 | 5     |
| 3     | Portugal   | 1               | 0                | 0                 | 1     |
| 4     | Inglaterra | 0               | 0                | 2                 | 2     |